# نیروگاه برق‌آبی پیکو

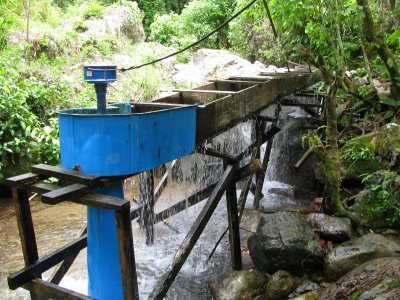
یک نیروگاه برق‌آبی پیکو، پروژه ارائه شده توسط دانشگاه بیلر بعنوان طرح جایگزین.

نیروگاه برق‌آبی پیکو (به انگلیسی: Pico hydro) اصطلاح مورد استفاده برای تولید نیروگاه‌های برق‌آبی زیر ۵ کیلووات است. این ژنراتورها ثابت کرده‌اند که در جوامع کوچک و دور افتاده که نیاز به برق کمتری دارند - به عنوان مثال، برای استفاده از یک یا دو لامپ فلورسنت و یک تلویزیون یا رادیو در ۵۰ خانه یا بیشتر، مفید است. حتی توربین‌های کوچکتر از ۲۰۰ تا ۳۰۰ وات می‌توانند یک خانه را در یک کشور در حال توسعه با یک جریان فقط به اندازه یک متر قدرت تولید کنند. تنظیمات نیروگاه برق‌آبی پیکو معمولاً به‌صورت نیروگاه جریانی روزمینی است، به این معنی که یک مخزن آب ایجاد نمی‌شود، لوله‌ها به مقداری جریان را منحرف می‌کنند، ریزش آن به پایین، و از طریق توربین قبل از دست دادن انرژی به جریان برق تبدیل می‌کند.
همانند سایر نیروگاه‌های برق آبی و تجدید پذیر، با استفاده از نیروگاه برق‌آبی پیکو آلودگی و مصرف سوخت‌های فسیلی کاهش می‌یابد، گرچه هنوز هم به‌طور معمول هزینه‌هایی زیست‌محیطی برای تولید ژنراتور و روش‌های توزیع وجود دارد.